# Cine Manelic
El Cine Manelic era una sala modesta del barri de Sants, ubicada al carrer Sant Jordi, núm.13-15. Disposava de 500 localitats en platea i funcionà entre 1930 i 1939, quan hagué d'adoptar el nom d'Albéniz per imperatiu legal després de la Guerra Civil.
En la seva primera època es projectà per esdevenir un cinema de referència al barri, en el qual s'havien de projectar les darreres novetats amb totes les comoditats possibles, fins i tot butaques preferents.
Durant la República i la Guerra Civil s'hi van fer diversos actes de naturalesa política, com ara mítings polítics o assemblees. Ja com a Albéniz, oferia sessions de cinema de reestrena, amb còpies desgastades d'escassa qualitat, i acabà perdent la rellevància de què podia haver gaudit anteriorment. Tancà finalment les portes l'any 1965.